# Elitserien i speedway 2008
Elitserien i speedway var den högsta divisionen för speedway i Sverige 2008. De sex bästa gick vidare till slutomgångarna. I slutspelet möttes lag 3 till 6 och vinnarna där ställdes mot lag 1 och 2. Vinnarna i de två semifinalerna gick vidare till final, där vinnarna blev svenska mästare. Varje omgång spelas i två matcher där det lag som sammanlagt får flest poäng står som vinnare. Svenska mästare blev Lejonen från Gislaved.

## Grundserien
Grundserien kördes 29 april-2 september 2008.
| Pos | Klubb       | Matcher | Vinster | Oavgjorda | Förluster | Poäng + | Poäng - | Poängskillnad | Lagpoäng |
| --- | ----------- | ------- | ------- | --------- | --------- | ------- | ------- | ------------- | -------- |
| 1   | Lejonen     | 18      | 13      | 0         | 5         | 935     | 793     | 142           | 35       |
| 2   | Dackarna    | 18      | 12      | 0         | 6         | 916     | 980     | -64           | 31       |
| 3   | Vetlanda    | 18      | 11      | 0         | 7         | 922     | 805     | 117           | 30       |
| 4   | Piraterna   | 18      | 11      | 0         | 7         | 878     | 846     | 342           | 27       |
| 5   | Rospiggarna | 18      | 10      | 1         | 7         | 858     | 868     | -10           | 26       |
| 6   | Indianerna  | 18      | 7       | 1         | 10        | 859     | 866     | -7            | 19       |
| 7   | Västervik   | 18      | 7       | 0         | 11        | 869     | 858     | 11            | 17       |
| 8   | Hammarby    | 18      | 7       | 0         | 11        | 825     | 901     | -76           | 16       |
| 9   | Smederna    | 18      | 6       | 0         | 12        | 793     | 934     | -141          | 13       |
| 10  | Masarna     | 18      | 5       | 0         | 13        | 776     | 950     | -174          | 11       |

Pos = Position; S = Spelade matcher; V = Vunna matcher; O = Oavgjorda matcher; F = Förlorade matcher;
 PF = Poäng för laget i matcher; PM = Poäng mot laget i matcher; PSK = Poängskillnad för laget i matcher; P = Poäng
|  |                        |
|  | Klara för slutomgångar |
|  | Nedflyttade            |

## Slutomgångar

### Kvartsfinaler
- 9 september 2008: Piraterna-Vetlanda 49-47
- 9 september 2008: Dackarna-Rospiggarna 63-33
- 9 september 2008: Indianerna-Lejonen 47-48
- 16 september 2008: Vetlanda-Piraterna 57-39
- 16 september 2008: Rospiggarna-Dackarna 44-52
- 16 september 2008: Lejonen-Indianerna 58-38

### Semifinaler
- 23 september 2008: Dackarna-Vetlanda 50-46
- 23 september 2008: Piraterna-Lejonen 48-48
- 24 september 2008: Vetlanda-Dackarna 50-46 (Vetlanda vidare efter skiljeheat)
- 24 september 2008: Lejonen-Piraterna 66-30

### Finaler
- 30 september 2008: Vetlanda-Lejonen 40-56
- 1 oktober 2008: Lejonen-Vetlanda 57-39

Lejonen svenska mästare i speedway 2008.